# 凯拉克 (塔恩-加龙省)
凯拉克（法語：Cayrac，法語發音：[kɛʁak]）是法国奥克西塔尼大区塔恩-加龙省的一个市镇，属于蒙托邦区。

## 地理
凯拉克（44°6'40"N, 1°29'27"E）面积6.21 平方千米，位于法国奧克西塔尼大區塔恩-加龙省，该省份为法国西南部内陆省份，北起顺时针与洛特省、阿韦龙省、塔恩省、上加龙省、热尔省和洛特-加龙省接壤。
与凯拉克接壤的市镇（或旧市镇、城区）包括：阿尔比亚斯、比乌勒、内格勒珀利斯、雷阿尔维尔。

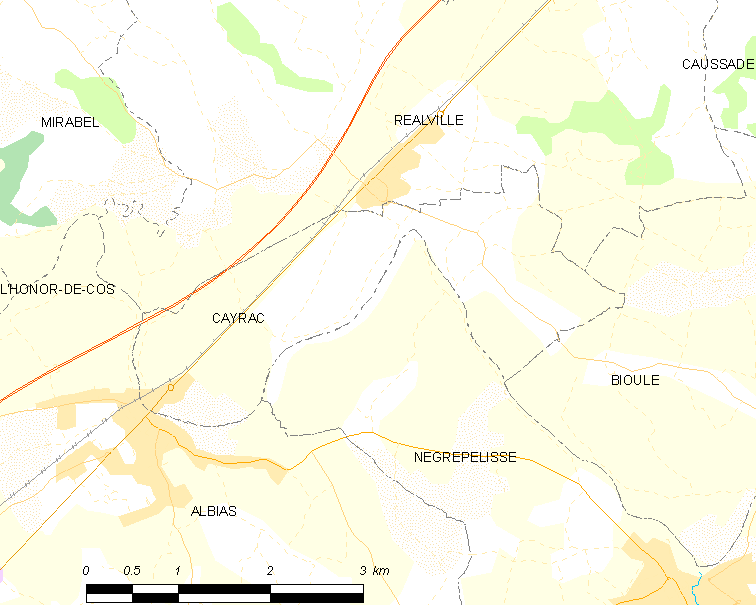
的OSM定位图

凯拉克的时区为UTC+01:00、UTC+02:00（夏令时）。

## 行政
凯拉克的邮政编码为82440，INSEE市镇编码为82039。

## 政治
凯拉克所属的省级选区为凯尔西-阿韦龙县。

## 人口

1962-2008年间人口变化图示

凯拉克于2022年1月1日时的人口数量为562人。